# Doubrava (Aš)
Doubrava (deutsch Grün)  ist ein Ortsteil der Stadt Aš in Tschechien.

## Geographie
Doubrava liegt zwei Kilometer südlich von Heißenstein, einer Ortslage von Bad Elster, an der Grenze zu Deutschland im Okres Cheb. Die Ortslage befindet sich am linken Ufer der Weißen Elster im Elstergebirge. Nördlich erhebt sich der Wolfsberg (596 m), im Nordosten die Reuther Höhe (602 m), östlich der Strážný (628 m) und der Plattenberg (683 m), im Süden die Vyhlídka (678 m), südwestlich der Háj (757 m) und im Westen der Kopaninský vrch (645 m).
Nachbarorte sind Bad Elster im Norden, Reuth, Sohl und Schwarzenbrunn im Nordosten, Raun im Osten, Dolní Paseky im Süden, Aš, Marak und Krásná im Südwesten, Kopaniny im Westen und Studánka und Kessel im Nordwesten.

## Geschichte
Als „Grunne bey Neitperg“ wurde 1395 der Ort erstmals urkundlich erwähnt. Er ging wenig später vom Besitz der Familie von Neuberg an die Zedtwitz über.
Die Gemeinde gehörte während der Habsburger Monarchie zum Gerichtsbezirk Asch bzw. Bezirk Asch.
Nach dem Münchner Abkommen wurde Doubrava dem Deutschen Reich zugeschlagen und gehörte bis 1945 zum Landkreis Asch.

### Einwohnerentwicklung
| Jahr | Einwohnerzahl |
| ---- | ------------- |
| 1869 | 845           |
| 1880 | 819           |
| 1890 | 845           |
| 1900 | 985           |
| 1910 | 992           |

| Jahr | Einwohnerzahl |
| ---- | ------------- |
| 1921 | 895           |
| 1930 | 808           |
| 1950 | 257           |
| 1961 | 180           |
| 1970 | 141           |

| Jahr | Einwohnerzahl |
| ---- | ------------- |
| 1980 | 133           |
| 1991 | 89            |
| 2001 | 94            |
| 2011 | 119           |

## Kultur und Sehenswürdigkeiten
- Zedtwitzschlösschen, es diente zwischenzeitlich als Gaststätte
- Grablege der Familie Zedtwitz auf dem Friedhof, sie befindet sich in einem desolaten Zustand
- Mineralquelle mit Brunnenpavillon
- Freilichtmuseum: älteste Papiermühle im Ascher Ländchen

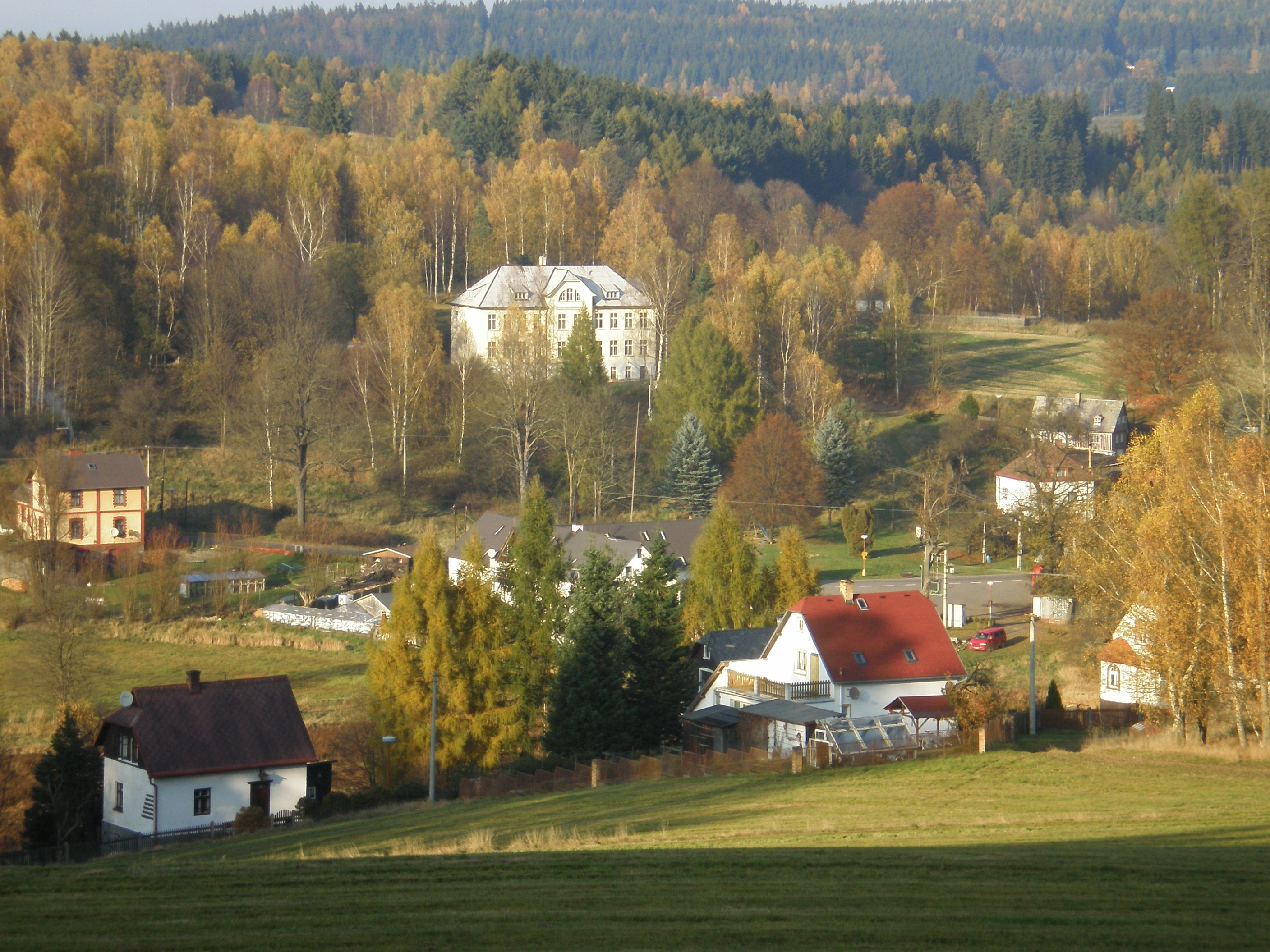
Ortsansicht
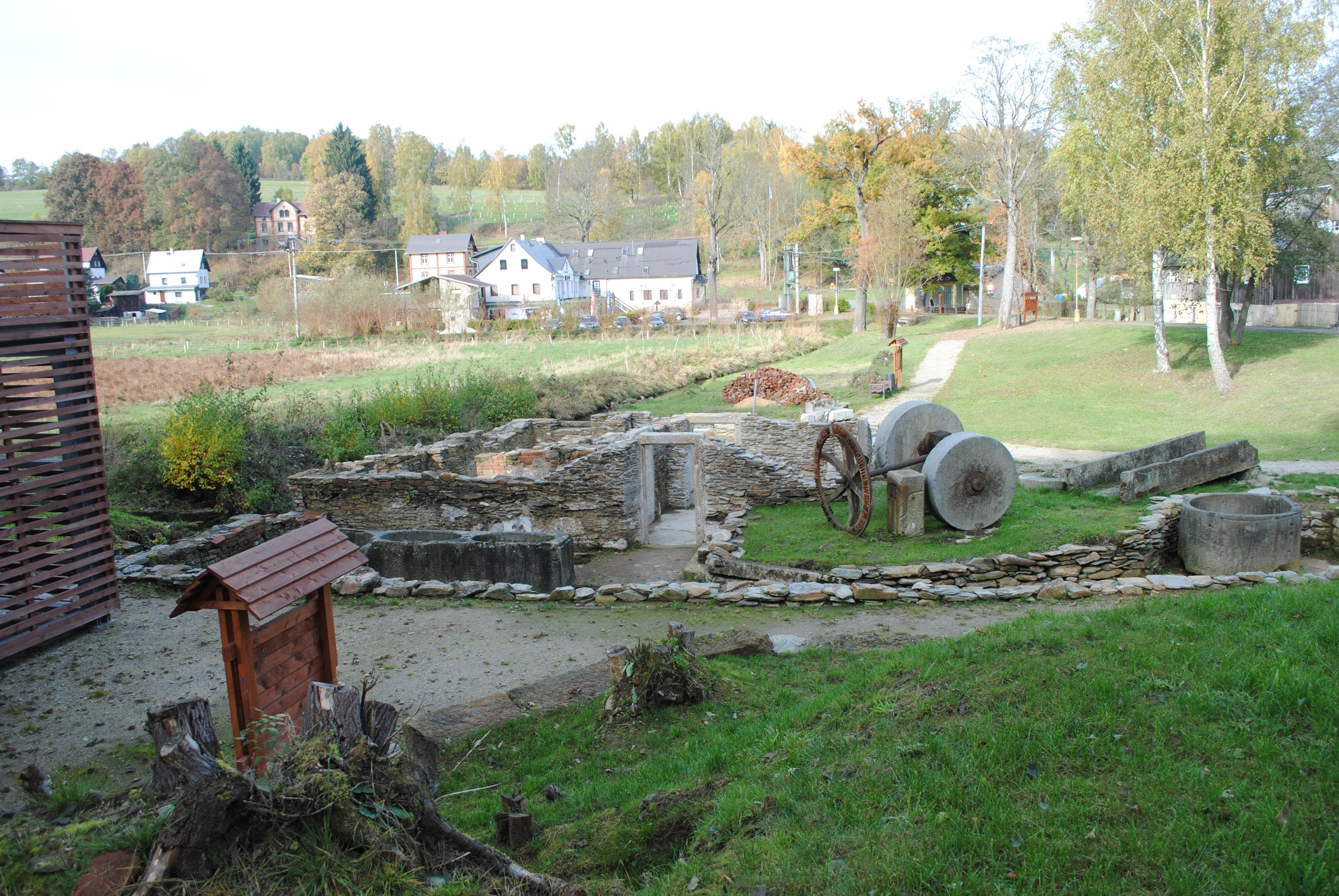
Historische Papiermühle
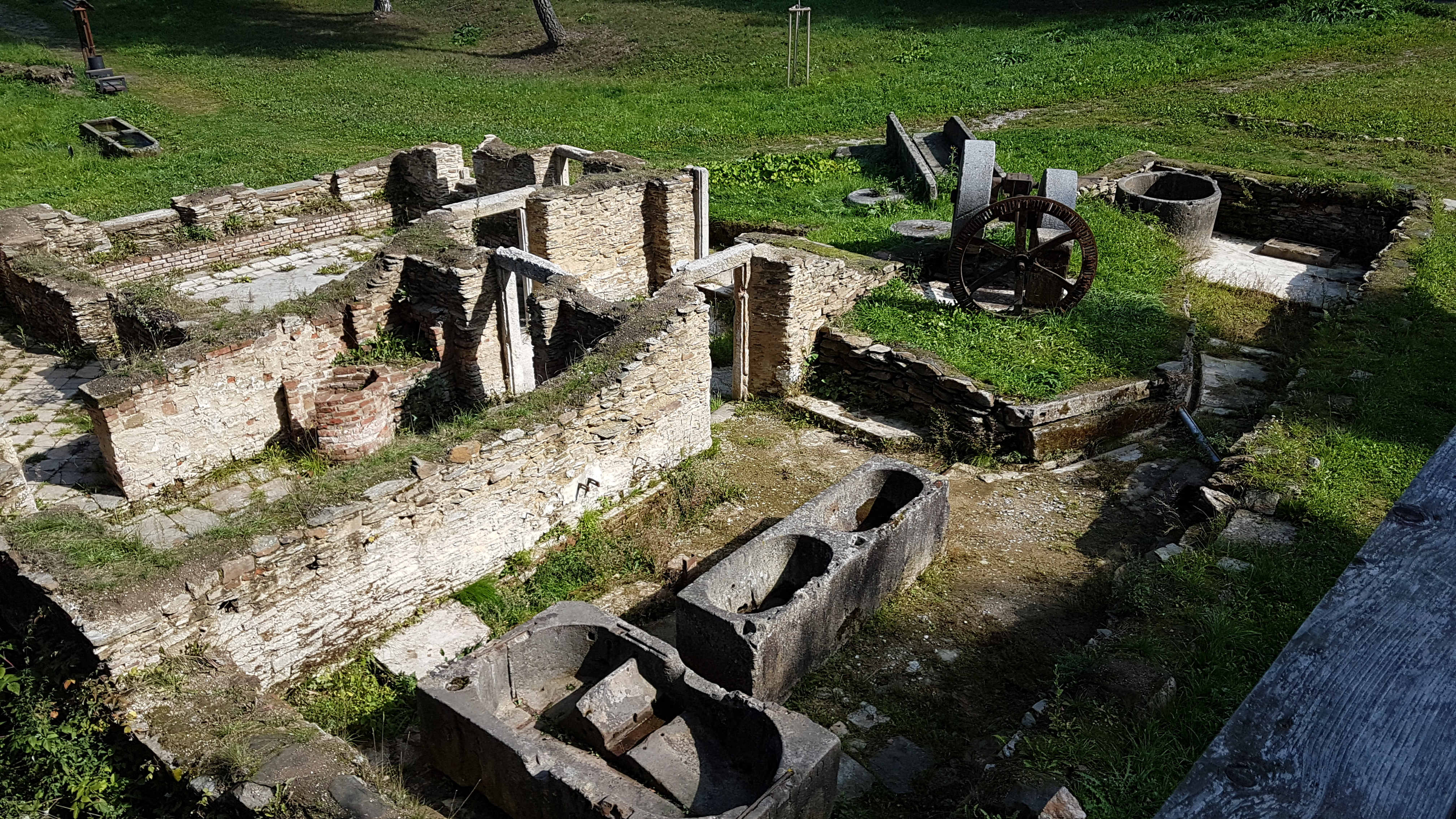
Historische Papiermühle
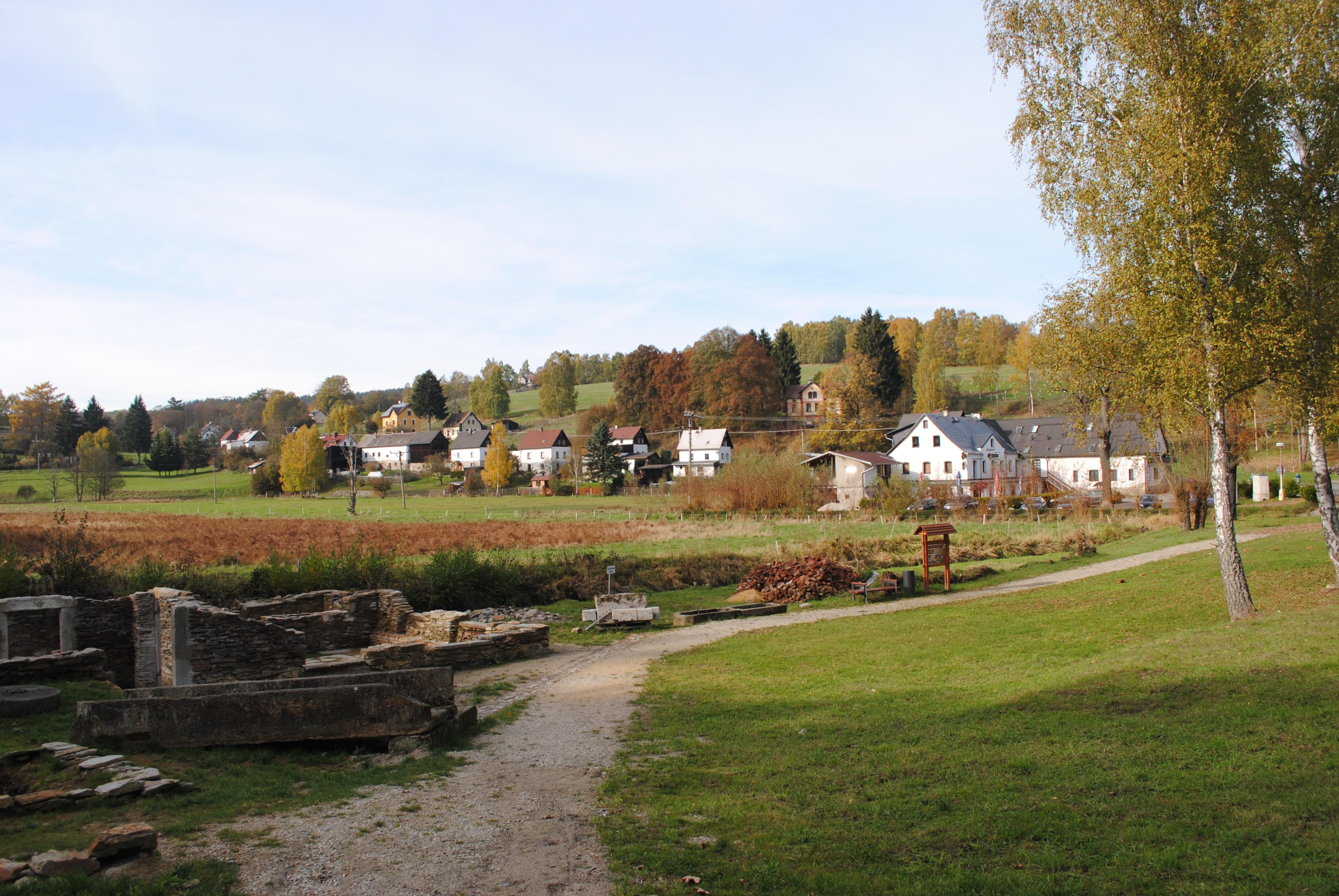
Weitere Ortsansicht